# Жид, Поль
Поль Жид (фр. Paul Gide, 1832—1880) — французский юрист и историк, профессор римского права в Парижском университете. Отец французского писателя Андре Жида, брат экономиста Шарля Жида.
Поль Жид был потомком итальянца Джидо, ещё в XVI веке переселившегося из Пьемонта в Прованс и тогда же принявшего кальвинизм.
Его первое сочинение: «Étude sur la condition privée de la femme dans le droit ancien et moderne» (2 изд., Париж, 1885) — обширное исследование о положении женщины у культурных народов древнего и нового мира с целью найти источник ограничений женской правоспособности. Огромная эрудиция, осторожное и умелое применение сравнительного метода, вместе с тонким анализом юриста-догматика, отличают эту работу с чисто-научной стороны; просвещённый и гуманный взгляд на юридическое положение женщины характеризуют её со стороны общественной. Из других работ Жида необходимо отметить: «Étude sur la novation et le transport des créances en droit romain» (1879) и «La condition de l'enfant naturel et de la concubine dans la législation romaine».
Значительны заслуги Жида и как профессора права. Он широко применял исторический метод изучения римского права, всегда сближая юридические правила к социальным отношениям, выражением которых они служили; он старался показывать также, «каким образом и почему учреждения преобразовывались и мало-помалу изменяли свою юридическую природу» (отзыв ученика Ж. Эсмейна). Поль Жид написал также «Étude sur la législation dans le nouveau royaume d'Italie» (1866), «Caractère de la dot en droit romain» и др.